# Бережной (Белгородская область)
Бережной — хутор в Алексеевском районе Белгородской области, входит в состав Матрёногезовского сельского поселения. 

## Описание
Расположен в 16 км к юго-востоку от райцентра Алексеевка.
| 1859 | 1897 | 2002 | 2010 |
| ---- | ---- | ---- | ---- |
| 517  | ↗588 | ↘18  | ↘10  |

Улицы и переулки
| - ул. Дорожная |

## История
Упоминается в Памятной книжке Воронежской губернии за 1887 год как "Бережной хуторъ" Матреногезевской волости Бирюченского уезда. Число жителей обоего пола — 693, число дворов — 66.